# Panzerkampfwagen IV Ausführung A
Pour un article plus général, voir Panzerkampfwagen IV.
Le Panzerkampfwagen IV Ausführung A est un char moyen, première sous-version du Panzer IV, utilisé par les forces armées du Troisième Reich pendant la Seconde Guerre mondiale.

## Histoire
Après avoir un temps envisagé le concept de char universel, l’Allemagne adopte au début des années 1930 une doctrine construite autour de deux types de chars : l’un destiné au combat contre d’autres chars et l’autre destiné au soutien de l’infanterie. Le Le Wa Prüf 6, département du Heereswaffenamt dédié au développement des chars, commence à travailler en février 1934 sur les spécifications de ce dernier, qui est appelé B.W. pour Begleitswagen, « véhicule d’escorte ». Après des appels d’offres, le développement est confié à Krupp, qui livre le premier prototype de ce qui va devenir le Panzerkampfwagen IV le 30 avril 1936.
Grusonwerk, une usine de Krupp, reçoit un contrat pour 35 exemplaires en décembre 1936, mais le prototype doit être considérablement modifié avant de pouvoir entrer en production. Les deux premiers chars ne sont ainsi livrés que le 30 novembre 1937. Entretemps, il a été décidé en octobre de commander une deuxième série améliorée, les 35 véhicules deviennent alors la première série, nommée 1./B.W. par les industriels et Panzerkampfwagen IV Ausführung A par les militaires,. La production s’achève juin 1938 avec le trente-cinquième exemplaire de la commande initiale.

## Caractéristiques

### Mobilité
Le moteur équipant le prototype n’ayant pas donné entièrement satisfaction, celui-ci est remplacé par le Maybach HL108 TR, un modèle plus gros développant 230 ch à 2 600 tours par minute. La transmission est composée d’une boîte de vitesses Zahnradfabrik SSG 75 comportant cinq vitesses et d’un système de direction Wilson. La transmission finale se trouve à l’avant et actionne un barbotin à dix-huit dents qui entraîne la chenille.
Le train roulement est composé, outre le barbotin, de huit galets de roulement de chaque côté, qui sont groupés par deux et amortis par des ressorts à lames. Une poulie de renvoi et quatre galets de soutien assurent le retour de la chenille vers l’avant. Celle-ci est de type Kgs 6110/380/120 et comporte 99 maillons.

### Protection
Le blindage est constitué de plaques d’acier laminé homogène sans nickel dont la dureté est de 153 ± 5 kg/mm2, soit environ 435-465 HBS. Les plaques utilisées sont dans l’ensemble de faible épaisseur, avec un maximum de 14,5 mm à l’avant, et la caisse présente essentiellement des surfaces verticales ou quasi-verticales ne favorisant pas le ricochet. En conséquence, la protection assurée par le blindage est relativement limitée et n’est pas garantie au-delà des balles perforantes de 7,92 mm tirées par les armes légères de l’infanterie. La coupole du chef de char est particulièrement vulnérable, les fentes de vision étant protégées par des blocs de verre de seulement 12 mm d’épaisseur, insuffisant pour empêcher une balle de les traverser.
Le niveau de protection étant très faible, les exemplaires survivants en février 1941 reçoivent une plaque de blindage supplémentaire de 30 mm d’épaisseur, qui est boulonnée à l’avant. Il est à noter également que les cinq derniers exemplaires produits ont été assemblés sur la base de coques prévues pour la version B, dont le blindage du glacis est revu à la hausse avec 30 mm.
Des tubes lance-fumigènes sont également installés à l’arrière de la caisse en août 1938.

### Armement
L’armement principal est un obusier de 75 mm de 24 calibres monté en tourelle, ce qui permet un ajustement en site sur 360° soit à la main soit l’aide d’un moteur électrique. Ce dernier permet une rotation d’une vitesse maximale de 14° par seconde et minimale de 0,14° par seconde. L’ajustement en élévation se fait néanmoins uniquement à la main.En tant qu’obusier, cet armement est essentiellement conçu pour tirer des obus explosifs selon une trajectoire courbe et à une faible vélocité, la vitesse en sortie de bouche ne dépassant pas les 1 263 m/s. Le char emporte toutefois également des obus perforants pour pouvoir affronter d’autres chars, ainsi que des obus fumigènes. Initialement, la version A devait emporter 140 obus, mais ce chiffre est revu à la baisse dès décembre 1937 pour limiter l’emport en munitions à 122 obus.

### Données techniques
| Longueur hors tout         | 5,92 m      |
| Largeur hors tout          | 2,83 m      |
| Hauteur                    | 2,68 m      |
| Longueur de contact au sol | 3,52 m      |
| Garde au sol               | 0,40 m      |
| Masse en ordre de combat   | 18 000 kg   |
| Pression au sol            | 0,68 kg/cm2 |

| Motorisation                           | Maybach HL108 TR               |
| Puissance                              | 230 ch à 2600 tours par minute |
| Puissance massique                     | 12,8 ch/t                      |
| Transmission                           | ZF S.S.G. 75                   |
| Suspension                             | Ressorts à lames               |
| Type de carburant                      | Essence                        |
| Contenance des réservoirs de carburant | 470 L                          |
| Vitesse maximale sur route             | 32,4 km/h                      |
| Vitesse de croisière sur route         | 20 km/h                        |
| Vitesse de croisière hors route        | 10 km/h                        |
| Autonomie sur route                    | 210 km                         |
| Autonomie hors route                   | 130 km                         |
| Franchissement hauteur                 | 0,60 m                         |
| Franchissement largeur                 | 2,30 m                         |
| Franchissement profondeur              | 0,80 m                         |
| Franchissement pente                   | 30°                            |

| Caisse glacis haut         | 10 mm à 72°       |
| Caisse glacis bas          | 14,5 mm à 14°     |
| Caisse avant               | 14,5 mm à 9°      |
| Caisse côtés               | 14,5 mm à 0°      |
| Caisse arrière             | 14,5 mm à 10°     |
| Caisse toit                | 10 mm à 88°       |
| Plancher                   | 8 mm à 90°        |
| Tourelle avant             | 16 mm à 10°       |
| Tourelle côtés             | 14,5 mm à 25°     |
| Tourelle arrière           | 14,5 mm à 25°     |
| Tourelle toit              | 10 mm à 83-90°    |
| Tourelleau du chef de char | 14,5 mm (arrondi) |

| Armement principal                       | 7,5 cm Kw.K. L/24 en tourelle                    |
| Traverse/Élévation armement principal    | 360° électrique et manuel / -10° à +20°          |
| Viseur armement principal                | TZF 5b                                           |
| Munitions armement principal             | 122 obus                                         |
| Armement secondaire 1                    | Une mitrailleuse MG34 coaxiale                   |
| Traverse/Élévation armement secondaire 1 | Solidaire de l’armement principal                |
| Viseur armement secondaire 1             | Utilise le viseur de l’armement principal        |
| Armement secondaire 2                    | Une mitrailleuse MG34 de proue                   |
| Traverse/Élévation armement secondaire 2 | 20° de chaque côté / -10° à +20°                 |
| Viseur armement secondaire 2             | KZF 2                                            |
| Munitions armement secondaire            | 3000 cartouches 7,92 mm S.m.K en chargeurs de 75 |
| Radio                                    | Fu 6 et Fu 2                                     |